# Elektromos csengő

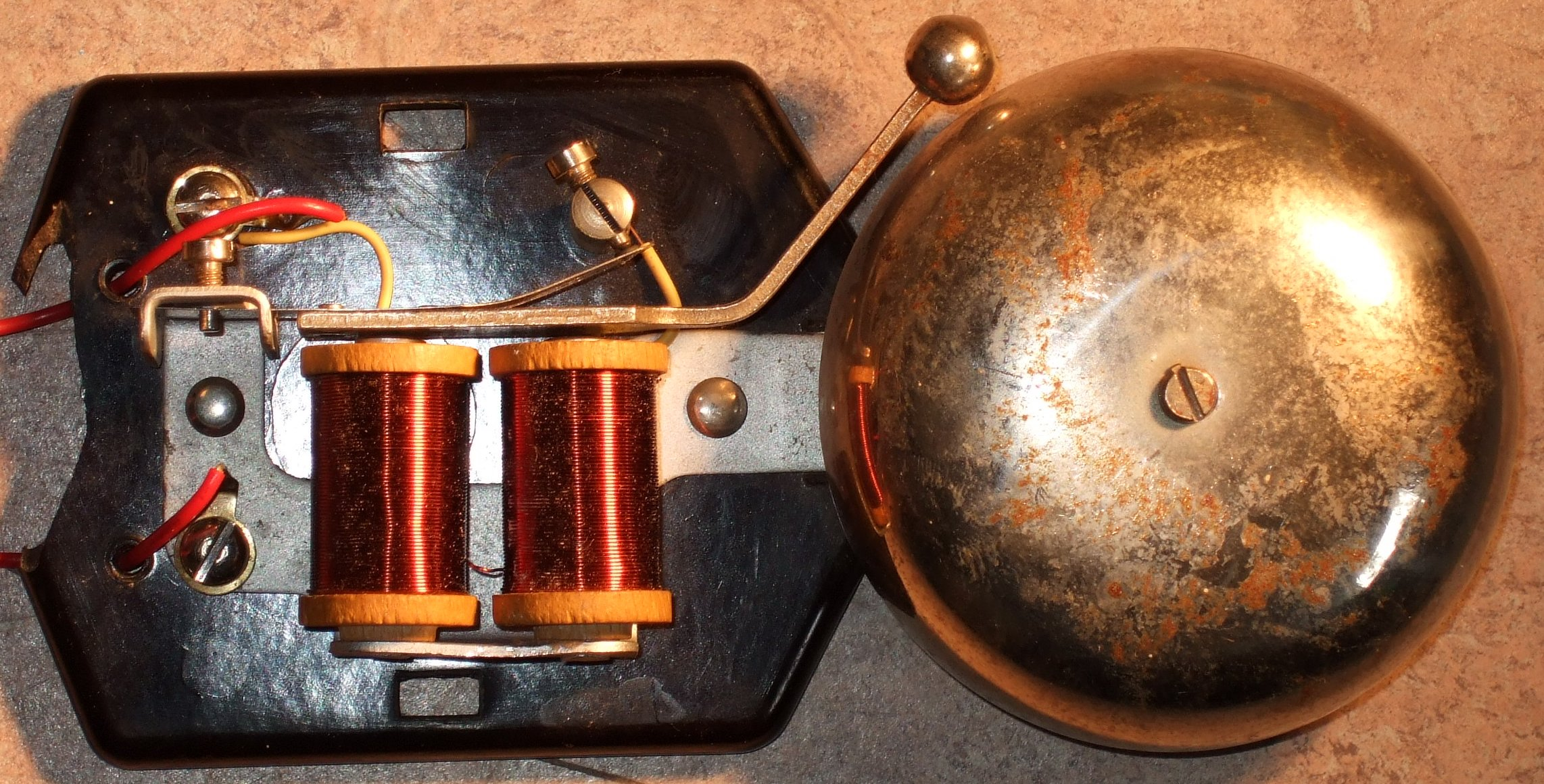
Régi kapucsengő

Az elektromos csengő egy mechanikus harang, ami egy elektromágnes segítségével működik. Amikor feszültség alá kerül, akkor előállít egy bizonyos hangot: ez lehet ismétlődő zümmögő vagy kongó hang.  A villamos csengőket széles körben használják a vasúti kereszteződéseknél, a telefonoknál, tűz- és riasztórendszereknél, iskolai csengőként, kapucsengőként, riasztónak ipari üzemekben, illetve jelenleg sok helyen helyettesítik az elektronikus szirénákat.

## Típusok

### Megszakító csengők

Egy megszakító típusú elektromos csengő működését bemutató animáció

#### Működése
Egy fém bot ütöget egy fém cintányért, így ad hangot. A fém botot egy megszakító elektromágneses rendszer mozgatja, így a cíntányér megütésre kerül, másodpercenként többször.

## Fordítás
- Ez a szócikk részben vagy egészben  az   Electric_bell című angol Wikipédia-szócikk ezen változatának fordításán alapul.  Az eredeti cikk szerkesztőit annak laptörténete sorolja fel. Ez a jelzés csupán a megfogalmazás eredetét és a szerzői jogokat jelzi, nem szolgál a cikkben szereplő információk forrásmegjelöléseként.